# Illusion (album)
Illusion – debiutancki album studyjny zespołu Illusion, wydany w 1993 roku nakładem wytwórni Polton. W 2004 ukazała się wersja zremasterowana, wydana przez Metal Mind Productions. Album był promowany teledyskiem do utworu „Cierń”.
Nagrania uzyskały status złotej płyty.

## Lista utworów
1. „Kły” – 3:45
2. „Fame” – 2:36
3. „Na luzie” – 5:36
4. „Words” – 5:35
5. „Ruszy las” – 3:44
6. „Again” – 4:41
7. „Cierń” – 4:34
8. „Illusion” – 4:58
9. „Błazen” – 4:22
10. „Dobranoc” – 5:09
11. „Sarkafarka” – 5:55

Utwory dodatkowe na wersji z 2004 roku
1. „Rysy” – bonus audio 4:04
2. „Cierń” – bonus video

## Twórcy
Skład podstawowy
- Paweł Herbasch – perkusja
- Tomasz Lipnicki – gitara, śpiew
- Jerzy Rutkowski – gitara
- Jarosław Śmigiel – gitara basowa

Pozostali
- Grzegorz „Guzik” Guziński - wokal, rap (2)
- Janusz Sokołowski – gitara (5,10)
- Krzysztof Jarkowski - gitara (7)
- Maja Kisieleńska - chórki (8)

Produkcja
- Foto: Mariusz Filipowicz, Grzegorz Dolecki
- Aranżacja zdjęcia na okładkę: Mariusz Filipowicz, Magdalena Plucińska, Jarek Śmigiel, Reobert Turło
- Opracowanie graficzne: Magdalena Plucińska, Jarek Śmiegiel